# Albert Acevedo
Albert Alejandro Acevedo Vergara (* 6. Mai 1983 in Conchalí, Santiago de Chile) ist ein ehemaliger chilenischer Fußballspieler. Der Innenverteidiger absolvierte drei Länderspiele für Chile und gewann mit Universidad de Chile die Copa Sudamericana 2011. 

## Karriere

### Verein
Albert Acevedo wurde als Spieler bei Unión Española ausgebildet und kam 2002 zum CD Universidad Católica. Mit den Cruzados gewann er den Titel der Apertura 2002, konnte sich jedoch erst in der Clausura einen Stammelfplatz erkämpfen. In den folgenden Jahren bis 2006 wurde Acevedo aufgrund zahlreicher Verletzungen immer wieder zurückgeworfen. 2006 wurde er an den CD Cobreloa verliehen, wo er sich als Stammspieler etablierte. 2007 kehrte er zu Católica zurück und erkämpfte sich erneut unter Trainer Fernando Carvallo einen Platz im Team.
Im Dezember 2008 unterschrieb Acevedo beim CD O’Higgins, wo er unangefochtener Stammspieler und eine zentrale Figur in der Verteidigung war. 2011 wechselte er zum CF Universidad de Chile. Mit diesem Klub gewann Acevedo drei aufeinanderfolgende Meisterschaften und den ersten internationalen Pokal für La U: die Copa Sudamericana 2011, bei der er gute Leistungen zeigte. Eine davon war im Hinspiel des Finales gegen LDU Quito, wo er Ezequiel González, den Spielmacher des ecuadorianischen Teams, erfolgreich neutralisierte.
In den folgenden Saisons konnte er beim Universitätsklub keine Kontinuität in seinen Leistungen erreichen, spielte nur wenige Spiele und verließ den Verein mit insgesamt fünf Titeln. Im Januar 2014 wurde seine Rückkehr zu O’Higgins bestätigt. Bei den Himmelblauen wurde er erneut Stammspieler in der Mannschaft, die von Eduardo Berizzo trainiert wurde. Er war Kapitän und eine führende Figur in der Abwehr des Teams aus Rancagua. Nach acht Jahren lief sein Vertrag aus.
Im Januar 2022 wurde er als neuer Spieler vom CD Magallanes angekündigt. Sein Debüt für die Carabeleros gab er am 16. Februar 2022 beim 2:0-Sieg gegen Deportes Puerto Montt. Acevedo gewann mit seinem Klub die Copa Chile 2022 und schaffte den Aufstieg in die Primera División, wo er noch ein Jahr spielte. Am 13. Dezember 2023 bestritt er sein letztes Spiel als Profi mit Magallanes bei der 1:3-Niederlage gegen Colo-Colo im Finale der Copa Chile.

### Nationalmannschaft
Albert Acevedo debütierte im Januar 2009 für die Nationalmannschaft Chiles unter Trainer Marcelo Bielsa im Freundschaftsspiel gegen Honduras. Rund vier Jahre nach seinem Debüt kam der Abwehrspieler zu zwei weiteren Länderspieleinsätzen in den Freundschaftsspielen gegen Senegal und Haiti.

## Erfolge
Universidad Católica
- Primera División: 2002-A, 2005-C

Universidad de Chile
- Primera División: 2011-A, 2011-C, 2012-A
- Copa Chile: 2012/13
- Copa Sudamericana: 2011

O’Higgins
- Supercopa de Chile: 2014

Magallanes
- Primera B: 2022
- Copa Chile: 2022
- Supercopa de Chile: 2023